# Avidemux
Avidemux — свободное кроссплатформенное приложение с открытыми исходными кодами, предоставляющее возможности для быстрого (и несложного) редактирования видеофайлов (удаления ненужных частей, наложения всевозможных фильтров и последующего кодирования). Поддерживается работа с различными типами видео (среди которых AVI, MPEG, MP4/MOV, OGM, ASF/WMV, VOB, MKV и FLV), имеется богатый набор фильтров. Avidemux работает с кодеками x264, Xvid, LAME, TwoLAME, Aften и другими.
Avidemux написано на C/C++, с использованием или GTK+, или Qt — инструментария для создания графического интерфейса, либо возможна работа с интерфейсом командной строки.
Существуют версии под Microsoft Windows, macOS, Linux, FreeBSD, порты NetBSD и пакеты OpenBSD. Программа также успешно работает под Solaris, хотя бинарные сборки под него отсутствуют.
С 2016 года в Avidemux включена поддержка аппаратного ускорения кодирования видео (в формат H.264) с использованием GPU современных видеокарт Nvidia.

## Поддерживаемые входные форматы
Медиаформаты:
- AVI, OpenDML
- ASF
- Flash Video
- Изображения (BMP, JPEG, PNG)
- Matroska
- MPEG PS, TS
- NuppelVideo
- OGM
- QuickTime, MPEG-4, 3GPP

Видеоформаты:
- Cinepak (только в последней разрабатываемой версии)
- DV
- FFV1
- H.263
- H.264
- H.265
- HuffYUV
- MPEG-1, MPEG-2
- MPEG-4 Simple Profile/Advanced Simple Profile (Поддерживаемые кодеки FourCCs: DIVX, DX50, XVID, FMP4, M4S2)
- MJPEG
- MSMPEG-4 v. 2 (FourCC DIV3)
- Raw RGB
- SVQ3
- VP3
- VP6F (с помощью libavcodec)
- VP8
- WMV 2

Аудиоформаты:
- AAC
- AC3
- AMR narrow band
- MP3, MP2
- Vorbis
- WAV PCM
- WAV LPCM[англ.]
- WMA

## Поддерживаемые выходные форматы[6]
Медиаформаты:
- AVI (один или два канала аудио)
- Flash Video
- Images (BMP, JPEG)
- Matroska (Beta)
- MP4
- MPEG (VCD/SVCD/DVD compatible & separate)
- OGM

Видеоформаты:
- FFV1
- H.263
- H.264 (используя x264 или Nvidia h.264)
- H.265
- HuffYUV
- MPEG-1, MPEG-2
- MPEG-4 (SP/ASP, используя FFmpeg MPEG-4 или Xvid)
- MJPEG
- Snow

Аудиоформаты:
- AAC
- AC3
- MP3, MP2
- Ogg Vorbis
- WAV PCM
- WAV LPCM[англ.]